# Pennisetum squamulatum
Pennisetum squamulatum är en gräsart som beskrevs av Johann Baptist Georg Wolfgang Fresenius. Pennisetum squamulatum ingår i släktet borstgräs, och familjen gräs. Inga underarter finns listade i Catalogue of Life.